# Сати Казанова
Сати Казанова (рус. Сатаней Сетгалиевна Казанова; 2. октобар 1982, Кабардино-Балкарија) руска је певачица, плесачица, глумица, манекенка и телевизијска личност. До маја 2010. године, била је чланица женске руске поп групе Фабрика. Као чланица групе, 2002. године је учествовала у руском талент шоу Фабрика звёзд, где су завршиле друге. Освојила је  Астра награду за најстилизованију руску певачицу 2006. године. Дана 5. октобра 2009. године је награђена као почасни извођач Републике Адигеје од стране председника Аслана Тхакушинова.

## Приватни живот
Студирала је на Руској музичкој Академији и тренутно живи у Москви. Вегетаријанка је и бави се јогом.